# サイバー戦争
サイバー戦争（サイバーせんそう、英語: cyberwarfare）とは、インターネット及びコンピュータ上で行われる戦争行為のことである。クラッカー等の集団や、国家によって組織されたサイバー軍および情報機関により、敵対する国家、企業、集団、個人等を攻撃する。攻撃の内容は軍事・行政や民間の経済・インフラストラクチャーにおける情報システムの機能停止や不正操作、情報の窃取など幅広く、サイバー犯罪とも関わっている。
かつてはサイエンス・フィクションにおける架空の事象であったが、技術の進歩により現実のものとなっている。

サイバー戦争。ウイルス「シャムーン（Shamoon）」。2012年。『IT決済システム無くしてガソリン無し』と書かれている。

## 概要
企業間の技術革新競争、国家の利権や領土問題の国民感情が、サイバー戦争の原因になることが多い。主に想定される「敵」やその他の第三者が管理するサーバー及びコンピュータを目標とする。「敵」の場合には侵入、諜報、企業のイントラネットに不正アクセスして技術情報や意思決定等のデータを収集、サービスの停止、もしくは破壊が行われる。「第三者」の場合には他のコンピュータを攻撃する為の踏み台として侵入、乗っ取り、バックドアの設置、攻撃拠点としてのプログラム、ウイルス、ワームの設置を行う。
広義には、利益誘導、世論形成、煽動を目的とするインターネットを使用したプロパガンダを含む。
これらの活動に備え、平時から自国への販売が制限されたセキュリティーソフトを不正に入手するなど、調査活動が行われている。

## 各国のサイバー戦争部隊・軍
アメリカのサイバーセキュリティ企業ファイア・アイによると、サイバー攻撃は安上がりであるため、60カ国が専門部隊を運用している。陸上自衛隊通信学校の田中達浩元校長は、各国のサイバー部隊の実力トップ5をアメリカ、中国、ロシア、イスラエル、北朝鮮の順と評価している。

### アメリカ合衆国
アメリカでは2005年3月に、サイバー戦争用の部隊であるアメリカサイバー軍（JFCCNW、Joint Functional Component Command for Network Warfare。ネットワーク戦争のためのコンポーネント機能統合司令部）を組織したことを公表した。また2011年6月には、ロバート・ゲーツ国防長官が外国政府によるサイバー攻撃を戦争行為とみなすとする方針を表明している。

### 北大西洋条約機構
ベルギーに置かれた「情報通信局」が北大西洋条約機構 (NATO) とその加盟国に対するサイバー攻撃を監視している。自前のサイバー防衛力が弱い東欧諸国などが攻撃された場合、48時間以内に即応チームを派遣する態勢をとっている。

### ロシア
ロシアでは、ロシア連邦軍参謀本部情報総局（GRU）のほか、ロシア連邦保安庁（FSB）などがサイバー戦に従事している。また、ロシア政府に近いとされる企業・インターネット・リサーチ・エージェンシーによるSNSを用いた世論操作もおこなわれ、クリミア半島侵略、アメリカ合衆国大統領選挙への干渉、2022年のウクライナ侵攻などが具体例として挙げられる。

### イスラエル
イスラエルでは、国防軍参謀本部諜報局（アマン）傘下の8200部隊がサイバー戦の主力となっている。

### 中華人民共和国
2011年5月25日、中国国防省の報道官は、定例記者会見において広東省広州軍区のサイバー軍に関する質問を受け、その存在を認めた。平時から各国対してに大規模な攻撃や情報収集を行っている。

### 朝鮮民主主義人民共和国
北朝鮮サイバー軍は約7,000人規模と推測されている。

### 日本
日本では2014年3月26日、防衛省・自衛隊にサイバー防衛隊が新編された。

## ウォーゲームを用いた分析研究
サイバー戦争分野では、攻撃オプションの有無が紛争エスカレーションに及ぼす影響を検証するため、実験的ウォーゲームが活用されている。これらの研究では、現実の国家名を避けた架空設定や、統制されたルール体系を採用し、プレイヤー行動を定量的に分析している。